# IC 1061
IC 1061 је елиптична галаксија у сазвјежђу Волар која се налази на листи објеката дубоког неба у Индекс каталогу.
Деклинација објекта је + 18° 45' 27" а ректасцензија 14h 51m 14,1s. Привидна величина (магнитуда) објекта IC 1061 износи 15,0 а фотографска магнитуда 16,0.